# UNC5A
UNC5A‏ (Unc-5 netrin receptor A) هوَ بروتين يُشَفر بواسطة جين UNC5A في الإنسان.